# Paratopo

1. Regione Fab
2. Regione Fc
3. Catena pesante
4. Catena leggera con un dominio variabile (V_{L}) e un dominio costante (C_{L}).
5. Regione Fv con un paratopo
6. Regioni cerniera

Un paratopo, corrispondente al sito legante l'antigene, è una regione dell'anticorpo che riconosce e lega un antigene. Corrisponde ad una piccola porzione della regione Fab e pertanto è composto sia da aminoacidi della catena leggera che pesante. Nello specifico un paratopo comprende una serie di regioni ipervariabili (o regioni determinanti la complementarità).
Un paratopo è una tipologia di idiotipo.
Ogni braccio del monomero a forma di Y possiede alla sua estremità un paratopo. Pertanto un anticorpo contiene 2 paratopi.
La porzione dell'antigene che si lega al paratopo è detta epitopo. Sono stati generati frammenti che mimano la funzione del paratopo: essi sono detti mimotopi. Analogamente al paratopo, i mimotopi si legano all'epitopo e scatenano una risposta anticorpale.
Un esempio di paratopo (cerchio rosso superiore al numero 5) è dato dalla figura indicata nell'articolo, che mostra un tipico idiotipo presente comunemente sulla superficie di un linfocita B.